# Le Pont de Londres
Pour les articles homonymes, voir Pont de Londres (homonymie).
Le Pont de Londres (sous-titré Guignol's Band II) est un roman de Louis-Ferdinand Céline publié aux éditions Gallimard le 20 mars 1964. Ce roman fait suite à Guignol's Band publié vingt ans plus tôt.

## Éditions
- Le Pont de Londres, éditions Gallimard, p.410, 1964,  (ISBN 2070101150)
- Guignol's Band I et II, Bibliothèque de la Pléiade, p.1235, 1988  (ISBN 2-07-011155-5).
- Guignol's Band I et II, collection Folio, éditions Gallimard, p.732, 1989  (ISBN 207038148X).